# La Tormenta
La Tormenta (în română Furtuna) este o telenovelă columbiană produsă de RTI Columbia și difuzată de Telemundo, cu Natalia Streignard și Christian Meier în rolurile principale. Conține 180 de episoade și s-a bucurat de succes în rândurile țărilor din America Latină, America de Nord, Europa centrală și de est (Polonia, Ungaria, Ucraina, Moldova, Rusia, România, Slovacia, Slovenia, Serbia, Croația, Bulgaria, Azerbaijan, Turcia) și Asia centrală (Kazahstan, Turkmenistan, Uzbekistan). Din 5 septembrie 2011, telenovela a început să se difuzeze pe canalul moldovenesc 2 plus. Telenovela este în rusă cu subtitrări în română.